# Захаровка (Ростовская область)
Захаровка — упразднённый хутор в Тарасовском районе Ростовской области. На момент упразднения входит в состав Большинского сельского поселения. В 1999 году исключен из учётных данных.

## География
Располагался на северо-востоке района на границе с Кашарским районом, на левом берегу реки Большая (приток реки Калитва), на расстоянии приблизительно в 5 км (по прямой) к северо-востоку от слободы Большинка.

## История
По данным на 1926 год хутор Захаровский состоял из 27 хозяйств. В административном отношении входил в состав Большинского сельсовета Криворожского района Шахтинско-Донецкого округа Северо-Кавказского края.

## Население
По данным переписи 1926 года на хуторе проживал 175 человек (87 мужчин и 88 женщин), из которых украинцы составляли 100 % населения.